# آرتسیا (کالیفرنیا)
آرتسیا (به انگلیسی: Artesia) شهری در شهرستان لس‌آنجلس، کالیفرنیا ایالت کالیفرنیا است که در سرشماری سال ۲۰۱۰ میلادی، ۱۶۵۲۲ نفر جمعیت داشته‌است.